# クイズ

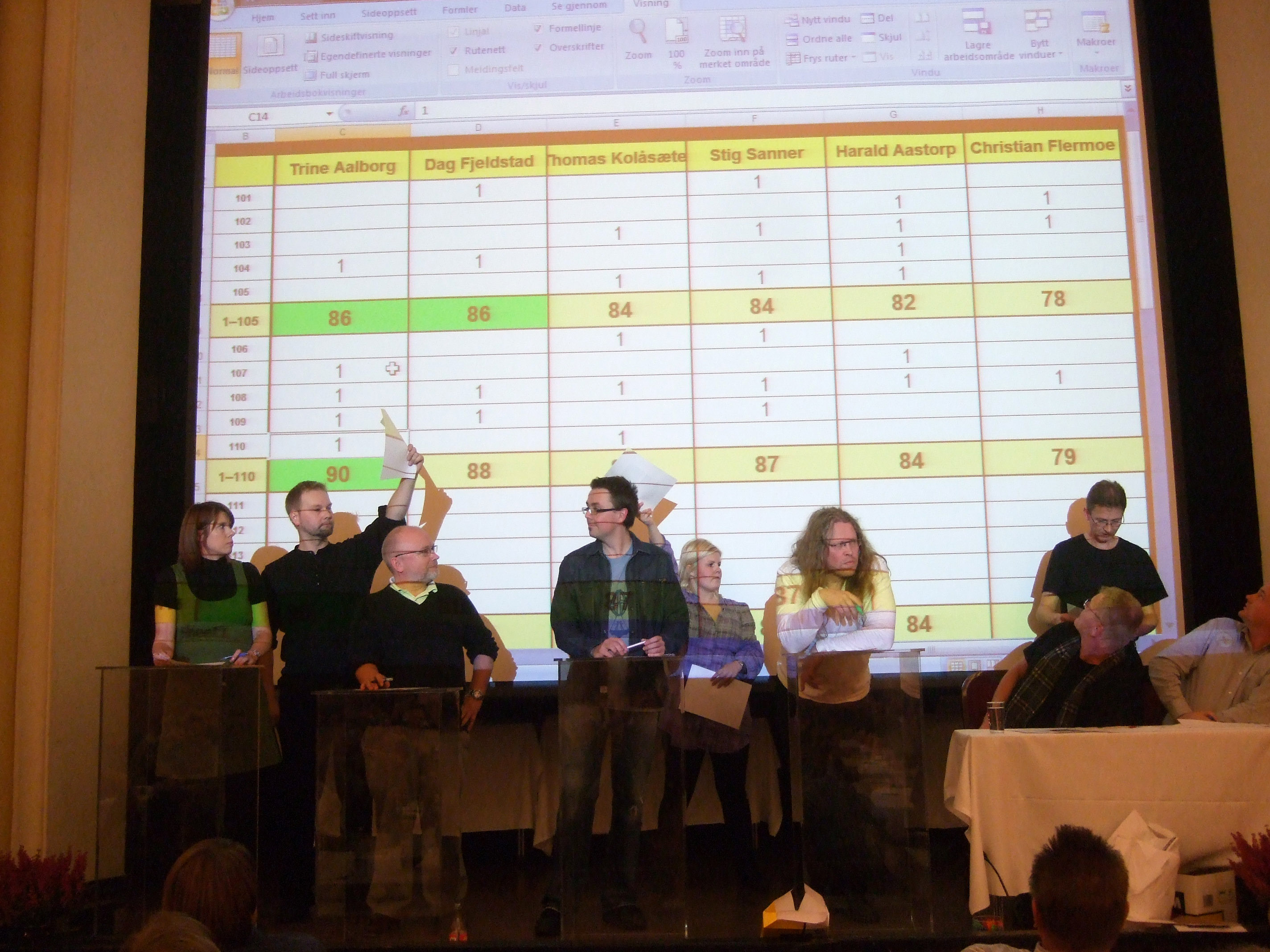
ノルウェーのクイズ・チャンピオンシップ（2009年)

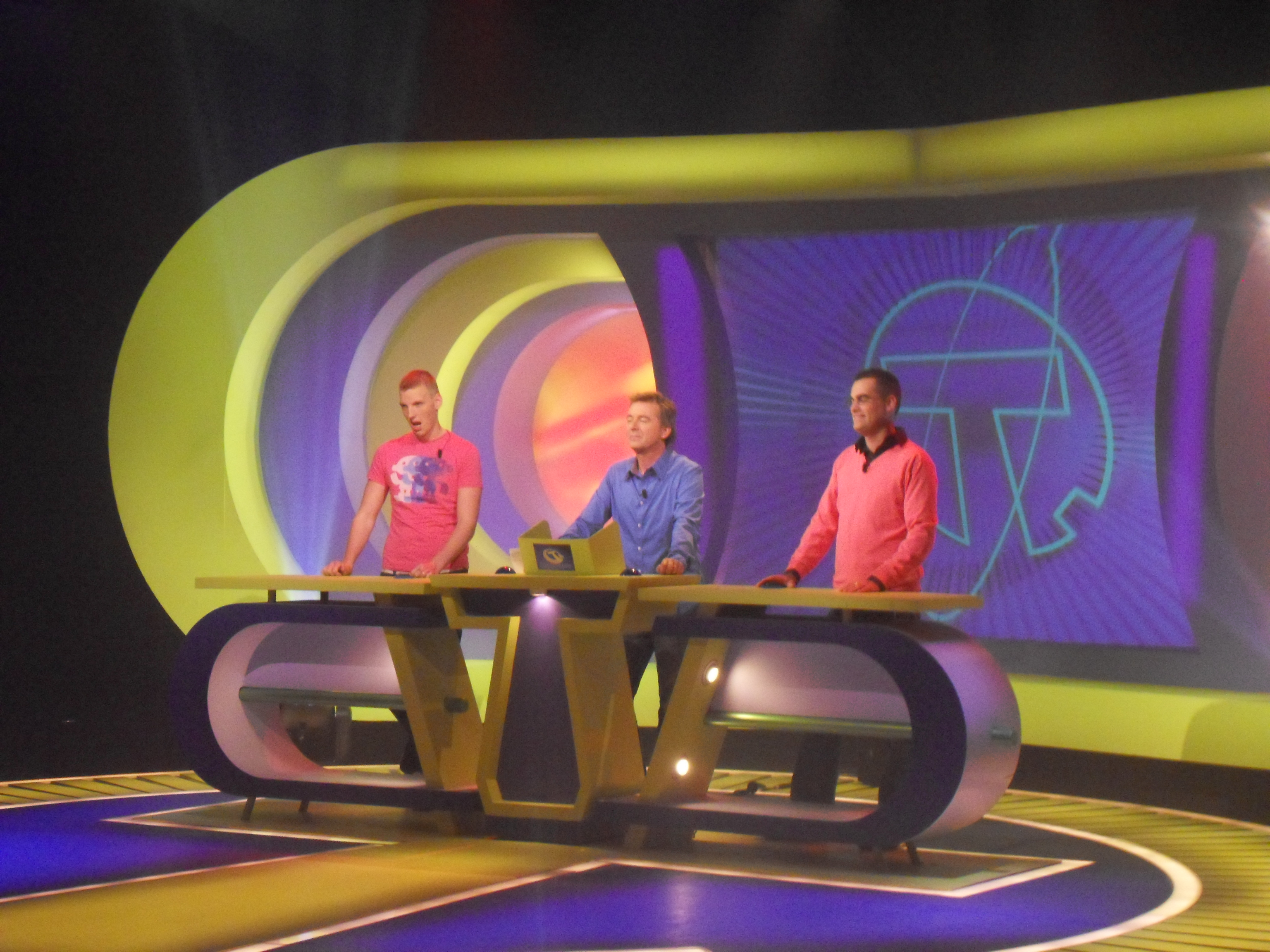
オランダのクイズ番組 That's the questionのスタジオ風景

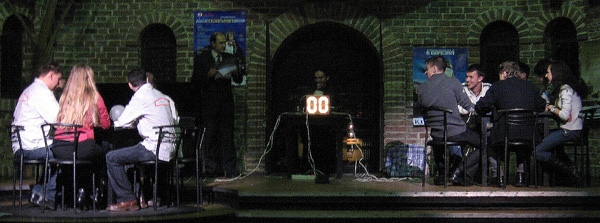
クイズのチーム対抗戦（ロシア、2007年）

クイズ（Quiz）の英語での意味は、「（何か）質問すること」と 「知識をテストすること」 と、これらの名詞としての意味であり、日本語では後者の「知識を問う問題」の意味で使われている。出題者が既知の事実に対して質問をし、解答者がその質問に対する正解を答えるという遊び。あるいはその質問のこと。

## 概要
あらかじめ出題側が、質問と正解のセットを多数用意しておく。出題者は解答者に対して質問をする。解答者が言った答えが出題者の用意していた答えと一致すれば正解、一致しなければ不正解である。
多くの場合、解答者は複数いて、正解数や、正解することで得られる得点を競う。狭義には知識を問うものをクイズというが、思考力を問うパズルや、言葉遊び、なぞなぞなどもクイズの一種とみなされることがある。
イベントや番組によっては、開催中は回答者に正誤や正解数（得点）を公表せず、開催終了後に勝者もしくは敗者を発表する場合もある。
語源
quiz という語の起源に関しては、オックスフォード英語辞典（第3版）では、1781年に「変わった人」という意味で最初に使われたと記載されている。今日でもQuizzical（いぶかしげな、奇妙な）という語に名残を見ることが出来る。1843年からはオックスフォード英語辞典では、「問い合わせ、質問すること」の動詞として説明している。
Oxford Lexicoでは、おそらくinquisitiveという形容詞（名詞的に使うと「知りたがり」「好奇心旺盛な人」という意味になる語）の影響を受けている、と指摘している。
また、単にラテン語の　quis（何）に由来する、とする説を2015年に出版された『脳に効く！ 大人のパズル＆クイズ』という本では採用している。一方、フジテレビのクイズ$ミリオネアでは"あなたは誰?"（Qui es-tu?）に由来すると、独自の解釈を呈示している。

## 歴史
世界でのクイズの歴史

## 分類、種類
クイズの形式で分類すると、以下のようなものがある。
- なぞなぞ（謎かけ、リドル）
- ある文章を提示しそれがマルかバツか（正しいか間違っているか）で答えさせる○×クイズ、複数の選択肢を提示されて解答者はそれの中からひとつだけ選択させる択一クイズ
- 問題文の長さで 長文クイズ / 短文クイズと分類する方法もある。
- 多数の要素を列挙しなければならないものは多答クイズと分類される。

ほかにもボードクイズ、シチュエーションパズル、複数の要素に隠された共通点などを見抜くあるなしクイズというものもある。
- なお問題が出題されるたびに解答者全員が解答を（ボードや解答用モニタ画面などに）書きこめる方式のものもあるが、解答者たちの中で早く解答ボタンを押した人だけが解答権を得て他の人が答えられない方式は特に早押しクイズと分類する。

## 大会
国際大会
- World Quizzing Championship
- European Quizzing Championships（英語版）

一国の大会
- British Quizzing Championships（英語版）

学校対抗や学生対抗形式のクイズ大会
- ユニバーシティ・チャレンジ（イギリスの大学対抗クイズ大会のTV番組）
- National Academic Quiz Tournaments（英語版）（アメリカの階級別（中・高・大学）学校対抗クイズ大会）
- College Bowl（アメリカの大学対抗クイズ大会。当初（1953年から）はラジオで行われていたが、後に（1959年以降）TV番組になった。）
- Reach for the Top（en、カナダの高校生対抗クイズ番組）
- 全国高等学校クイズ選手権（日本のTV番組）
- abc（日本の学生向けクイズ大会）
- AQL（日本の全国リーグおよび地方リーグ）

## クイズイベント
- パブクイズ （Pub quiz、別名：quiz nights[4]、trivia nights[5]）- イギリスの一般的なパブで開催されている客寄せ目的のクイズイベントである。1970年代にパブクイズ企画会社 Burns and Porter が開催し、現在では年がら年中、国中のパブで開催され[6]、イギリスの文化と言えるまで発展した[7]。
- クイズボウル（英語版） - 1953年ごろから開催されているクイズ形式。2チーム間の早押しクイズ形式。多くの国で開催され、学校間の全米大会なども行われる。

## テレビ
クイズ・チャンネル
en:List of quiz channels
テレビ番組
この節では世界のクイズテレビ番組について解説する。

## コンピュータゲーム、アプリ等
時代とともに、クイズを出題してくれる電子ゲーム機、家庭用ゲーム機用のクイズソフト、PC（WindowsやMacintoshなど）用のクイズ・アプリケーションソフト、AndroidやiOS用のクイズ・アプリなどが提供されてきた歴史がある。ゲームセンターのアーケード機（業務機）でクイズで遊べるものが設置されることもある。
現在、Androidスマホを持っている人ならGoogle Playでアプリ検索画面を開きキーワードで「クイズ」と入力すれば多数のクイズ用アプリが表示されるので、好みのものを選んでインストールして遊ぶことができる。しかもAndroidならば（若干の広告表示などを我慢すれば）ほとんどのアプリが無料である。なかにはまったく広告表示もなくて無料のものもある。
なお日本での歴史にも少し触れておくと、日本でまだNECのPC-98が全盛だった1991年に『ごたく』というフリーウェア方式の、（シンプルな）5択式クイズのソフトがリリースされ、その後、これはさまざまな機種に移植された。（あくまで歴史として紹介したが、上述したように、現在ではAndroid向けに非常に多数のクイズソフトが無料で流通しているので、これを超えてもっと面白いクイズソフトが多数出ている。）

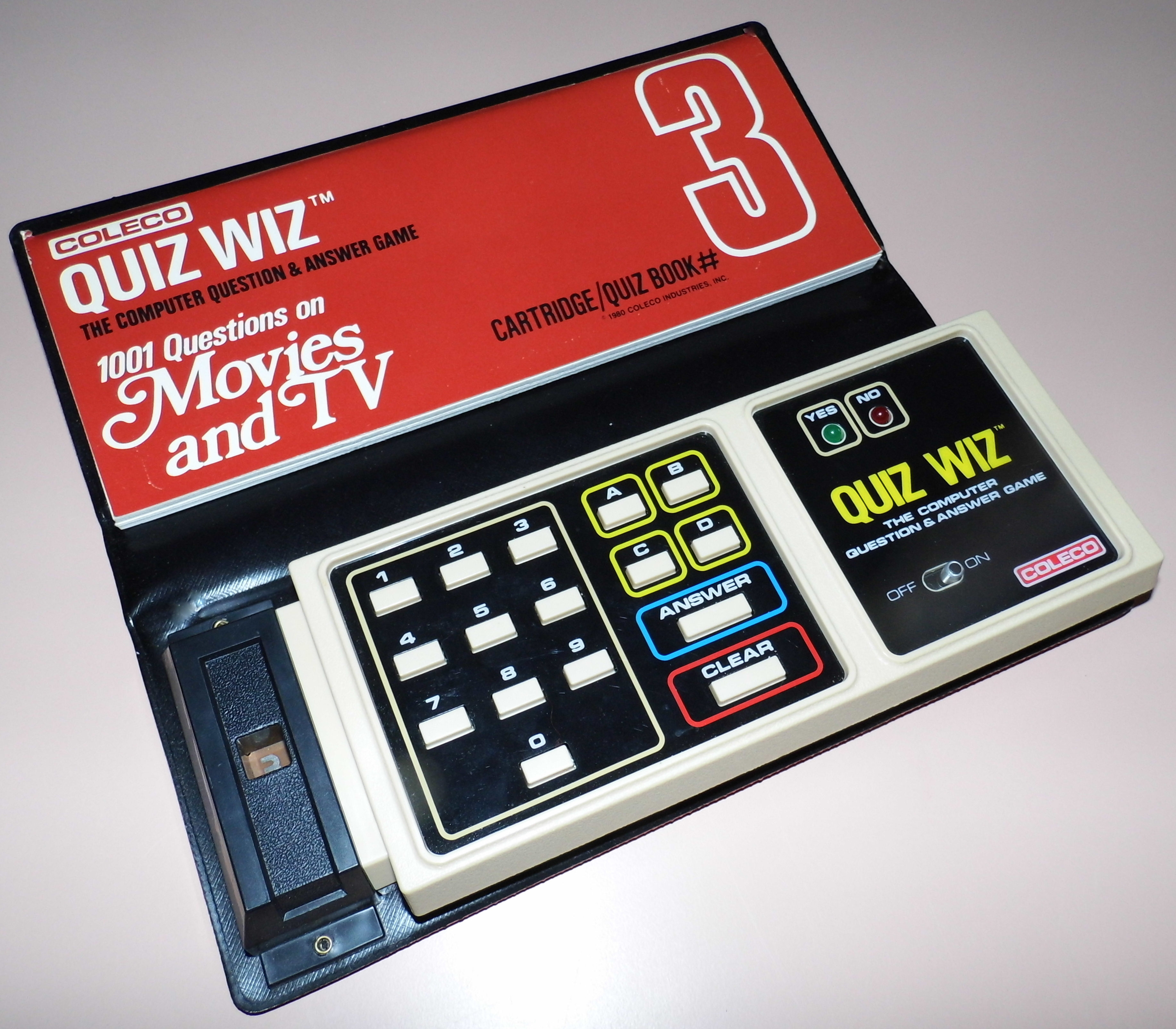
Quiz Wiz。映画やテレビ番組に関するクイズを出題してくれるゲーム機。1980年ころのもの。英語圏向け。質問・正解を記憶したカートリッジを交換することで、新たなクイズも楽しめるタイプ。
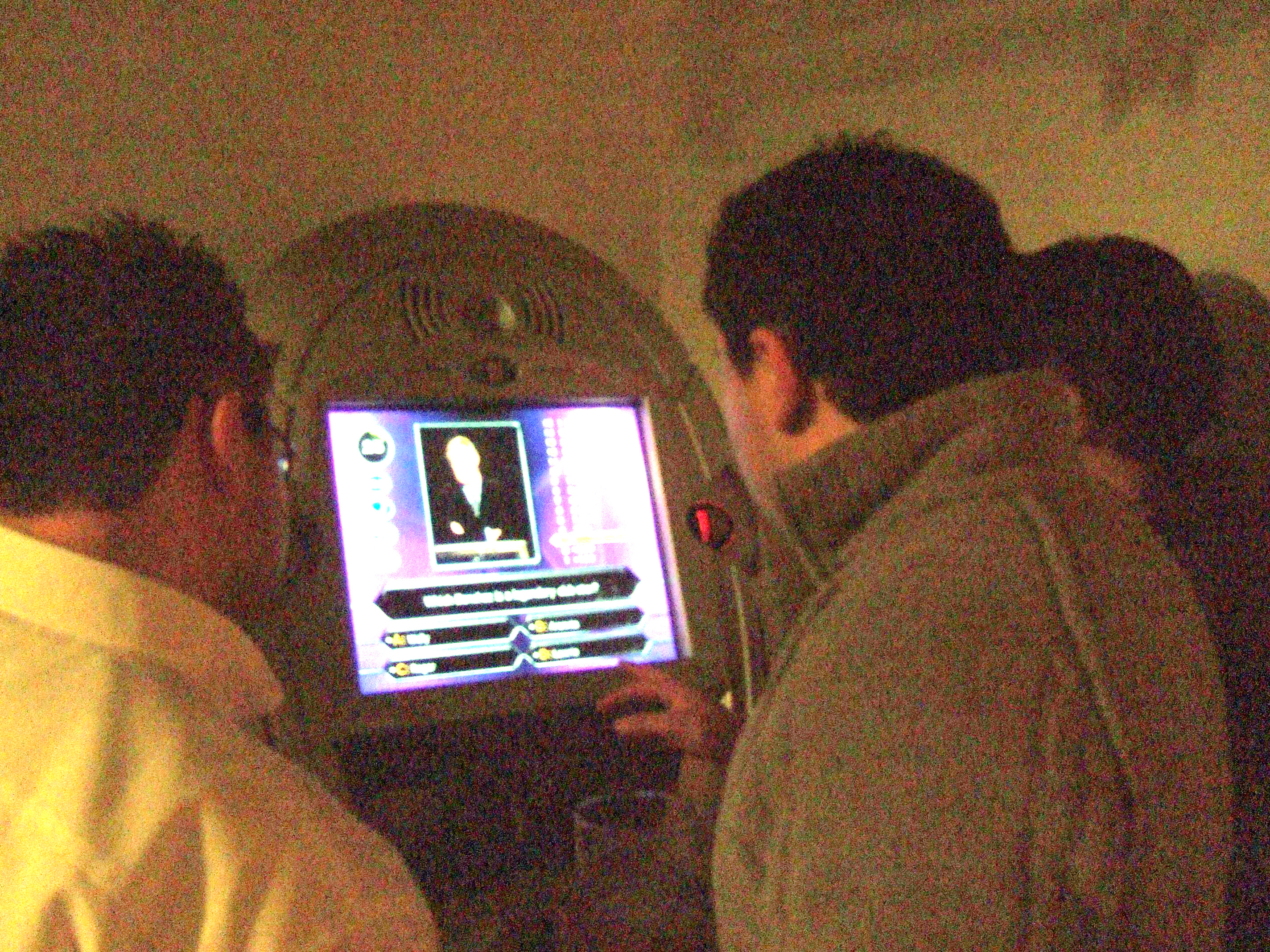
クイズ$ミリオネアを遊べるゲーム機（英語圏）

## 日本とクイズ
日本におけるクイズの歴史
日本では、quizの訳語として、当初、本来は隠してある物を言い当てる遊びを指す「当てもの（あてもの）」という語を使用した時期もあるが、1951年頃からカタカナで「クイズ」と表記することが定着した。
第二次世界大戦後の1946年12月にNHKのラジオ番組『話の泉』、翌1947年11月には『二十の扉』というクイズ番組が登場して人気を呼んだ。これらの番組は、GHQのCIEラジオ課の指導により、アメリカ合衆国のクイズ番組を模倣した形で製作された。
以降、テレビ番組では数多くのクイズが行われ、『パネルクイズ アタック25』（朝日放送）、『クイズダービー』（TBS）、『アメリカ横断ウルトラクイズ』（日本テレビ）、『クイズ世界はSHOW by ショーバイ!!』（同）、『マジカル頭脳パワー!!』（同）、『クイズ$ミリオネア』（フジテレビ、イギリス『フー・ウォンツ・トゥ・ビー・ア・ミリオネア』の日本版）といったクイズ番組が放送された。
また、テレビ局などではなく、競技クイズの一環として、一般のクイズ愛好者が主催する「オープン大会」と呼ばれるクイズ大会でも、本格的な早押しクイズなどが行われている。高校生や大学生によるオープン大会も数多く開催されている。
更に派生して、コンピュータゲーム、アーケードゲーム、家庭用ゲーム機のソフトでも「クイズゲーム」に分類されるものが多く販売・稼動されている。本格的なものから、クイズ番組をゲーム化したもの、そしてある特定のジャンルに絞ったものまで千差万別である。現在では、アーケードゲーム『クイズマジックアカデミー』『ネットワーク対戦クイズ Answer×Answer』やスマホゲーム『みんなで早押しクイズ』などのオンライン対戦を利用したものもあり、オンラインで問題の修正も容易に行えるため、「時代の変化による問題の風化」という欠点の克服や、話題の時事問題（それもプレイ当日に生じたニュースに関する問題等）の出題までも可能としている。
2016年には クイズ業界では初となる一般社団法人日本クイズ協会が設立された。

## 世界記録

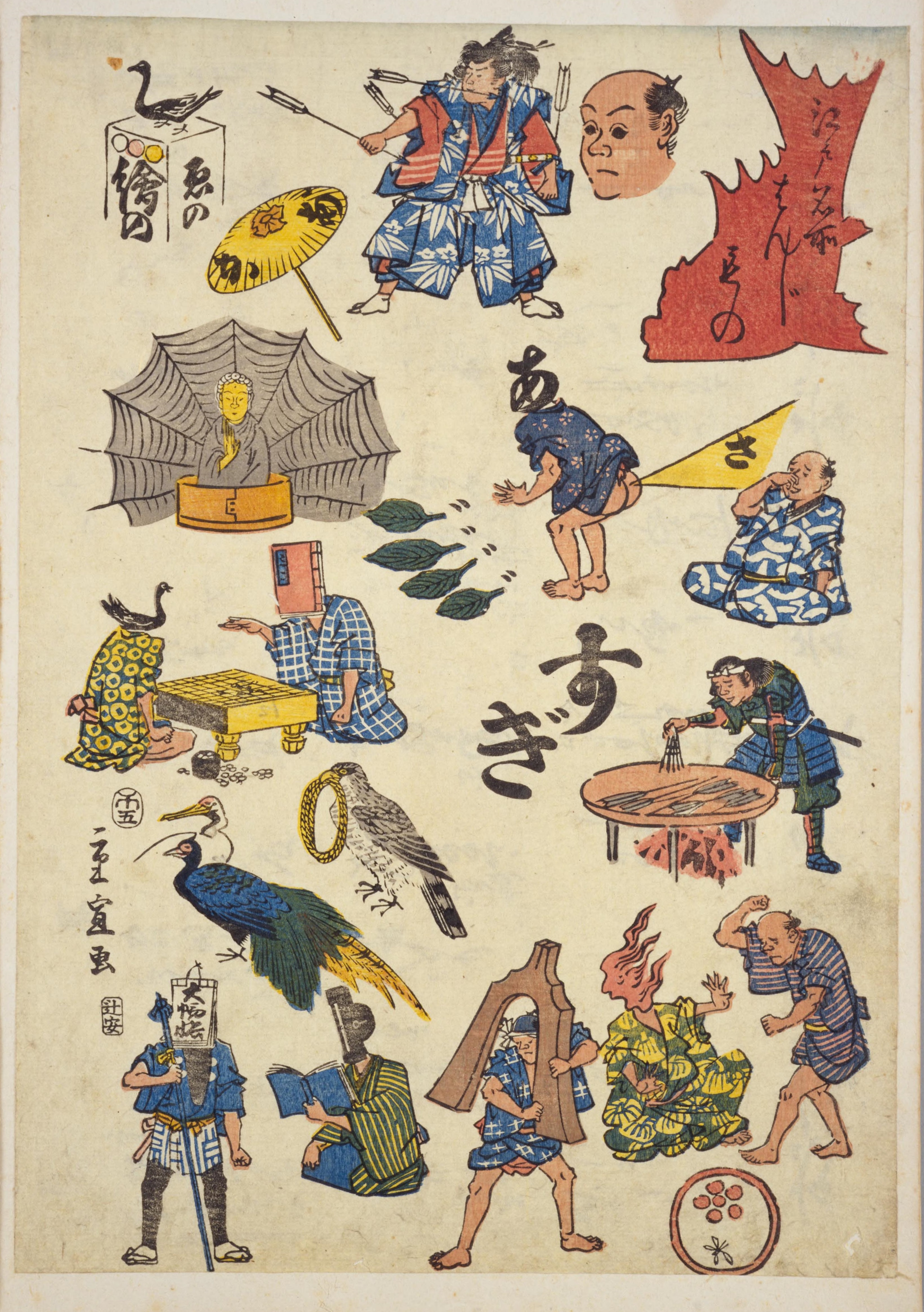
歌川重宣「江戸名所はんじもの」。それぞれ江戸の地名を表している（右上の魚以外）。椎名ひろむ。

ギネス記録
最大規模のクイズ大会などが登録されている。記録更新される事があるため、最新の情報はギネス世界記録の公式ページ参照のこと。